# Raimundo Vidal Pazos
Raimundo Julian Vidal Pazos (Marín, 8 de desembre de 1889 - Vigo, 18 d'abril de 1976) fou un advocat i polític gallec, procurador en Corts i governador civil durant la Segona República Espanyola.

## Biografia
Va ser fill de Peregrina Pazos Landín i José Vidal.
Estudià al Seminari de Santiago, però no arribà a ordenar-se, i es llicencià en dret a la Universitat de Santiago de Compostel·la. Dirigí el setmanari Marín fins a octubre de 1913, en el que col·laborà posteriorment. Fou oficial del concello de Moaña (1914). Vinculat a l'agrarisme, col·laborà en El Progreso, fou secretari de la Federació Agrària de Marín (1922), dirigí La Voz del Campo, fou corresponent a Marín de Galicia i president de la Federació Provincial Agrària de Pontevedra. Com a president de la Federació de Pontevedra fou un dels animadors de la campanya anticaciquil de 1930 junt a Manuel Portela Valladares i Ramón Salgado Pérez. També fou un dels signants del pacte de Barrantes. En 1931 fou acusat de pràctiques caciquils.
Durant la II República es va afiliar a la CEDA i fou nomenat governador civil de Palència (21-12-1935 a 6-2-1936) i Castelló (6-2-1936 a 25-2-1936)
Fundador del Col·legi d'Advocats de Vigo, del que fou degà molts anys, va promoure el Comitè de Dret Marítim. Fou designat procurador en Corts com a representant dels Col·legis d'Advocats en 1961 i 1964.
Un carrer a Marín porta el seu nom.